# Яворов, Пейо
Пейо Яворов (настоящее имя — Пейо Тотев Крачолов; 13 (1) января 1878, Чирпан — 29 октября 1914, София) — болгарский поэт, драматург, редактор, основоположник болгарского символизма. Также журналист, военный и политический деятель, член ВМОРО, кмет г. Неврокопа во время Первой Балканской войны.

## Биография и творчество
Окончил школу в Пловдиве, с 1893 по 1901 год работал телеграфистом в различных городах: Чирпан, Стара-Загора, Сливен, Стралджа, Анхиало (Поморие), София. Симпатизировал Болгарской Рабочей Социал-Демократической партии, а в 1897 году вступил в контакт с подпольной революционной организацией ВМОРО.
Сначала редактировал различные издания, связанные с македонско-одринским революционным движением, как то: «Дело», «Свобода или смърт», «Автономия» и «Илинден». Сотрудничал с Василом Пасковым и Данаилом Крапчевым.
Первое опубликованное произведение — стихотворение «Вперёд» болг. Напред в газете «Глас македонски». Многократно пересекал границы и принял участие в Илинденско-Преображенском восстании в 1903 году. Был ближайшим сподвижником Гоце Делчева, а в 1904 году стал его первым биографом (книга «Гоце Делчев»). После смерти Делчева в 1903 году, ставшей большим ударом для Яворова, прекратил революционную деятельность.
Ещё во время революционной деятельности Яворов стал, при поддержке поэта Пенчо Славейкова и критика Крестю Крестева, сотрудником и редактором литературного журнала «Мисъл» («Мысль»), вокруг которого сформировался одноимённый литературный кружок. Первым произведением Яворова, произведшим впечатление на кружок, после чего Пейо Яворов уже рассматривался как неотделимая его часть, была «Калиопа». В 1901 году выпустил книгу стихотворений, вышедшую в 1904 году вторым изданием с предисловием Славейкова. Работает сначала библиотекарем, затем, после обращения к драматургии — в Национальном Театре. Написал две пьесы: «В полите на Витоша» (1910) и «Когато гръм удари, как ехото заглъхва» (1912).
С 1906 года был влюблён в Мину Тодорову, сестру писателя Петко Тодорова. В 1907 году публикует сборник «Бессонница» (болг. Безсъници), ставший классикой болгарской литературы и заложивший основы современной болгарской лирической поэзии. В 1910 году сопровождает свою возлюбленную в Париж, где она в возрасте 19 лет умирает от туберкулёза. В последующие годы Яворов неоднократно посещал её могилу на кладбище Пер-Лашез.
В 1910 году была опубликована книга Яворова «За тенями облаков» (болг. Подир сенките на облаците), после выхода которой поэта начали сравнивать с Христо Ботевым.
В 1912 году женился на Лоре Каравеловой, дочери бывшего премьер-министра Петко Каравелова и племяннице поэта Любена Каравелова, после чего отправился на фронт. Опубликованная переписка его с женой свидетельствует о бурном и быстро развивавшемся чувстве. 29 ноября 1913 года крайне ревновавшая мужа Лора покончила жизнь самоубийством. Пейо Яворов пытался застрелиться, но лишь ослеп. Эта слепота, смерть еще одного любимого человека, общественное мнение и судебный процесс, длившийся около года, где его сочли виновным в смерти жены, показывает то, насколько он был несчастным человеком, жизнь которого очень трагична. 29 октября 1914 года Яворов принял большую дозу яда и застрелился.